# Бог війни
«Бог війни» (інша назва: «Білий вершник») — радянський чорно-білий, німий, художній фільм режисера Юхима Дзигана, знятий у 1929 році на студії «Держкінпром Грузії». Прем'єра фільму відбулася в Москві 3 листопада 1929 року.

## Сюжет
Перша світова війна. Російський солдат Георгій, як і весь народ, поступово прозріває, бачачи навколо тисячі безглуздих жертв. Йому стає зрозумілим, навіщо полкові офіцери і попи женуть солдатів на смерть.

## У ролях
- А. Скальдов — Георгій, робітник
- Раїса Єсипова — Наташа, дружина Георгія
- М. Кожевников — Іоанн, благочинний, батько Наташи
- Олександр Гугушвілі — Арсеній, «Білий вершник», єпископ
- Володимир Уральський — солдат

## Знімальна група
- Режисер — Юхим Дзиган
- Сценаристи — Лев Гольденвейзер, Юхим Дзиган
- Оператори — Сергій Забозлаєв, Олександр Гальперін
- Художник — Роберт Федор